# Wydział Hodowli i Biologii Zwierząt Politechniki Bydgoskiej im. Jana i Jędrzeja Śniadeckich
Wydział Hodowli i Biologii Politechniki Bydgoskiej im. Jana i Jędrzeja Śniadeckich w Bydgoszczy – jeden z dziewięciu wydziałów Politechniki Bydgoskiej im. Jana i Jędrzeja Śniadeckich. 

## Kierunki kształcenia
Dostępne kierunki:
- Inspekcja weterynaryjna (studia I stopnia)
- Zoofizjoterapia i pielęgnacja zwierząt (studia I stopnia)
- Zootechnika (studia I i II stopnia)
- Psychologia zwierząt towarzyszących (studia podyplomowe)

## Władze Wydziału
W kadencji 2020–2024:
| Stanowisko                                     | Imię i nazwisko                   |
| ---------------------------------------------- | --------------------------------- |
| Dziekan                                        | dr hab. inż. Małgorzata Grabowicz |
| Prodziekan ds. kształcenia i spraw studenckich | dr inż. Beata Głowińska           |

## Struktura organizacyjna
Wydział jest podzielony na następujące jednostki organizacyjne:
| Jednostka                                                | Kierownik                           |
| -------------------------------------------------------- | ----------------------------------- |
| Katedra Biologii i Środowiska Zwierząt                   | dr inż. Bogusław Chachaj            |
| Katedra Biotechnologii i Genetyki Zwierząt               | dr hab. inż. Aleksandra Dunisławska |
| Katedra Fizjologii Zwierząt i Zoofizjoterapii            | dr hab. inż. Magdalena Stanek       |
| Katedra Hodowli i Żywienia Zwierząt                      | dr hab. inż. Mariusz Bogucki        |
| Laboratorium Badań Chemicznych i Analiz Instrumentalnych | dr hab. inż. Szymon Różański        |